# Paspalum buchtienii
Paspalum buchtienii är en gräsart som beskrevs av Eduard Hackel. Paspalum buchtienii ingår i släktet tvillinghirser, och familjen gräs. Inga underarter finns listade i Catalogue of Life.